# Zoe Lister-Jones
Zoe Lister-Jones (New York, 1982. szeptember 1. –) amerikai színésznő, filmrendező, forgatókönyvíró és producer.
2015 és 2019 között a Családom, darabokban című szituációs komédia szereplőjeként vált ismertté. Feltűnt a Whitney élete (2011–2013) és az Új csaj (2015) epizódjaiban is.
Rendezőként 2017-ben debütált Anna és Ben című filmvígjáték-drámájával. Ezt 2020-ban egy horrorfilm, a Bűvölet – Az örökség követte, ebben forgatókönyvíróként is közreműködött. 2021-ben akkor férjével, Daryl Weinnel közösen a Mielőtt mindennek vége című filmvígjáték-dráma írója és rendezője volt, melyben főszerepet is vállalt.

## Magánélete
2013-ban ment feleségül Daryl Weinhez, akivel számos filmben együtt dolgozott. 2021-ben bejelentette, hogy 17 évnyi párkapcsolat után különválnak útjaik. Lister-Jones szerint „hellyel-közzel” nyitott kapcsolatban éltek. 2024-ben, a 39. Independent Spirit Awards díjátadón elárulta: önmagát queernek tartja és Sammi Cohen filmrendezőnővel él párkapcsolatban.

## Filmográfia

### Film
Filmrendező, forgatókönyvíró és producer
| Év   | Magyar cím             | Eredeti cím               | Feladatkör | Feladatkör | Feladatkör   | Megjegyzések                         |
| Év   | Magyar cím             | Eredeti cím               | Rendező    | Író        | Producer     | Megjegyzések                         |
| ---- | ---------------------- | ------------------------- | ---------- | ---------- | ------------ | ------------------------------------ |
| 2008 | Szex pozitív           | Sex Positive              | Nem        | Nem        | Társproducer | - dokumentumfilm rendező: Daryl Wein |
| 2009 | Szép kis szakítás      | Breaking Upwards          | Nem        | Igen       | Igen         | rendező: Daryl Wein                  |
| 2012 | Lola versus            | Lola versus               | Nem        | Igen       | Igen         | rendező: Daryl Wein                  |
| 2014 |                        | Brooklyn Decker Threesome | Nem        | Igen       | Nem          | rövidfilm                            |
| 2015 | Ételre-halálra         | Consumed                  | Nem        | Igen       | Igen         | rendező: Daryl Wein                  |
| 2017 | Anna és Ben            | Band Aid                  | Igen       | Igen       | Igen         |                                      |
| 2020 | Bűvölet – Az örökség   | The Craft: Legacy         | Igen       | Igen       | Vezető       |                                      |
| 2021 | Mielőtt mindennek vége | How It Ends               | Igen       | Igen       | Igen         | társrendező: Daryl Wein              |

Filmszínész
| Év   | Magyar cím             | Eredeti cím                           | Szerep                    | Magyar hang      |
| ---- | ---------------------- | ------------------------------------- | ------------------------- | ---------------- |
| 1986 |                        | Zoe's Car                             | Zoe                       |                  |
| 2004 |                        | Nausea II                             | Annie Ball                |                  |
| 2005 |                        | Anna on the Neck (rövidfilm)          | Alessandra                |                  |
| 2006 |                        | New Boobs (rövidfilm)                 | Patricia Coleo            |                  |
| 2007 | Üdvözítő utak          | Arranged                              | Rochel Meshenberg         | Huszárik Kata    |
| 2007 |                        | The Last 15 (rövidfilm)               | Stephanie Kirkland        |                  |
| 2007 | Nulladik nap           | Day Zero                              | Jessica Hendricks         |                  |
| 2007 | Az utolsó round        | Turn the River                        | Kat                       |                  |
| 2007 |                        | Five Difficult Situations (rövidfilm) | C                         |                  |
| 2008 |                        | The Marconi Bros.                     | Lauren                    |                  |
| 2008 |                        | Explicit Ills                         | Jen                       |                  |
| 2008 |                        | Goyband                               | Hani                      |                  |
| 2009 | Szép kis szakítás      | Breaking Upwards                      | Zoe                       |                  |
| 2009 | A dolgok állása        | State of Play                         | Jessy                     | Szabó Zselyke    |
| 2010 |                        | Armless                               | Jenny                     |                  |
| 2010 |                        | Shadows & Lies                        | Rebecca                   |                  |
| 2010 | Salt ügynök            | Salt                                  | CIA biztonsági technikus  |                  |
| 2010 | Pancser Police         | The Other Guys                        | terapeuta                 | Czifra Krisztina |
| 2010 | Véres románc           | All Good Things                       | sajtókonferencia riporter |                  |
| 2011 |                        | Stuck Between Stations                | Rebecca                   |                  |
| 2012 | Lola Versus            | Lola Versus                           | Alice                     | Horváth Lili     |
| 2014 |                        | Let's Get Digital (rövidfilm)         | Sophie                    |                  |
| 2015 | Ételre-halálra         | Consumed                              | Sophie Kessler            | Szabó Zselyke    |
| 2017 | Anna és Ben            | Band Aid                              | Anna                      | Kis-Kovács Luca  |
| 2021 | Mielőtt mindennek vége | How It Ends                           | Liza                      |                  |
| 2023 | Egy jó ember           | A Good Person                         | Simone                    | Tarr Judit       |
| 2023 | Amitől félünk          | Beau Is Afraid                        | Mona fiatalon             |                  |

### Televízió
| Év        | Magyar cím                               | Eredeti cím                       | Szerep             | Megjegyzések                                                         |
| --------- | ---------------------------------------- | --------------------------------- | ------------------ | -------------------------------------------------------------------- |
| 2005      | Esküdt ellenségek: Az utolsó szó jogán   | Law & Order: Trial by Jury        | Trisha Ford        | 1 epizód                                                             |
| 2005      | Esküdt ellenségek: Bűnös szándék         | Law & Order: Criminal Intent      | Maya Sampson       | 1 epizód                                                             |
| 2006      | Váltságdíj                               | Kidnapped                         | E.J.               | 1 epizód                                                             |
| 2006      | Esküdt ellenségek                        | Law & Order                       | Hannah Welch       | 1 epizód                                                             |
| 2006      | Az osztály                               | The Class                         | Jeanie Callucci    | 1 epizód                                                             |
| 2008      | Esküdt ellenségek: Különleges ügyosztály | Law & Order: Special Victims Unit | Faith              | 1 epizód                                                             |
| 2009      |                                          | Washingtonienne                   | Chiara             | tévéfilm                                                             |
| 2009      |                                          | State of Romance                  | Alice              | 1 epizód                                                             |
| 2009      | Író és kamuhős                           | Bored to Death                    | Michelle           | 1 epizód                                                             |
| 2009–2010 |                                          | Delocated                         | Kim                | visszatérő szereplő (15 epizód)                                      |
| 2010      | A férjem védelmében                      | The Good Wife                     | Charlotte Armitage | 1 epizód                                                             |
| 2011–2013 | Whitney élete                            | Whitney                           | Lily Dixon         | - főszereplő (2. évad) - magyar hangja: - Gáspár Kata                |
| 2014      | Barátaim jobb élete                      | Friends with Better Lives         | Kate               | főszereplő (13 epizód)                                               |
| 2015      | Új csaj                                  | New Girl                          | Fawn Moscato       | visszatérő szereplő (5 epizód)                                       |
| 2015–2019 | Családom, darabokban                     | Life in Pieces                    | Jen Short          | - főszereplő - magyar hangja: - Kis-Kovács Luca                      |
| 2016      | Bizonyosság                              | Confirmation                      | Carolyn Hart       | - tévéfilm - magyar hangja: - Csondor Kata                           |
| 2023      |                                          | Slip                              | Mae Cannon         | - főszereplő - sorozat megalkotója - rendező, író és vezető producer |

## Fordítás
- Ez a szócikk részben vagy egészben  a   Zoe Lister-Jones című angol Wikipédia-szócikk ezen változatának fordításán alapul.  Az eredeti cikk szerkesztőit annak laptörténete sorolja fel. Ez a jelzés csupán a megfogalmazás eredetét és a szerzői jogokat jelzi, nem szolgál a cikkben szereplő információk forrásmegjelöléseként.